# Mount Ayr (Iowa)
Mount Ayr è una città degli Stati Uniti d'America, situata nello Stato dell'Iowa, nella contea di Ringgold, della quale è il capoluogo.